# Émile Nouguier

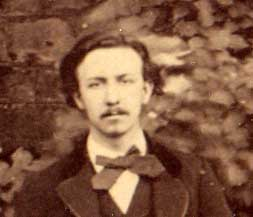
Émile Nouguier (1865)

Émile Toussaint Michel Nouguier (* 17. Februar 1840 in Paris; † 23. November 1897 in Argenteuil) war ein französischer Bauingenieur. Besondere Bekanntheit erlangte er als Brückenbauingenieur und als Mitentwickler des Eiffelturms zusammen mit Maurice Koechlin.

## Leben
Nouguier besuchte die École polytechnique und schloss sie 1861 ab. 1862 besuchte er die Bergbau-Hochschule École nationale supérieure des mines de Paris und schloss sie 1865 als Bergbauingenieur ab. Nach seinem Studium arbeitete er bei Ernest Goüin et Cie. und war in der Konstruktion am Ausstellungspavillon der Weltausstellung 1867 beteiligt sowie an der Straßenbrücke auf der Rue Brémontier in Paris, der Rybinsk-Brücke über die Wolga und der Margaretenbrücke in  Budapest. Im Jahr 1867 wechselte er zur Eiffel et Cie., der späteren Compagnie des Establissments Eiffel, dem Ingenieurbüro von Gustave Eiffel.
1884 erarbeitete Nouguier zusammen mit Maurice Koechlin den technischen Entwurf des Eiffelturms. Der Entwurf des 300 Meter hohen Turmbauwerks, das sie pylône de 300 mètres de hauteur  nannten, ließen sie im selben Jahr patentieren. Eiffel ließ den Entwurf durch den Architekten Stephen Sauvestre überarbeiten und kaufte seinen beiden Ingenieuren die Rechte für rund 50.000 Francs ab.
Von 1893 an machte er sich als Gesellschafter der Firma Nouguier, Kessler et Cie Company in Argenteuil selbstständig.

## Werke (Auswahl)
- 1877: Ponte Maria Pia, Portugal
- 1884: Garabit-Viadukt, Zentralmassiv, Frankreich
- 1889: Eiffelturm
- 1897: Faidherbebrücke über den Senegal